# Chryste Gaines
Chryste Dionne Gaines, ameriška atletinja, * 14. september 1970, Lawton, Oklahoma, ZDA.
Nastopila je na poletnih olimpijskih igrah v letih 1996 in 2000, leta 1996 je osvojila naslov olimpijske prvakinje v štafeti 4×100 m, leta 2000 pa bronasto medaljo. Na svetovnih prvenstvih je osvojila naslova prvakinje v letih 1995 in 1997, leta 2003 pa še srebrno medaljo, zlato medaljo v štafeti iz leta 2001 so ji zaradi dopinga članice štafete Kelli White odvzeli. Leta 2004 je prejela dvoletno prepoved nastopanja zaradi dopinga.